# 209 Дідона
209 Дідона (209 Dido) — астероїд головного поясу, відкритий 22 жовтня 1879 року К. Г. Ф. Петерсом.
Тіссеранів параметр щодо Юпітера — 3,194.